# Batalla de Romani
La batalla de Romani, librada entre el 3 y el 5 de agosto de 1916, fue el último ataque terrestre contra el canal de Suez durante la Primera Guerra Mundial. La batalla tuvo lugar a 37 km al este del canal de Suez, cerca de la localidad egipcia de Romani y las ruinas de la antigua Pelusio en la península del Sinaí. La victoria de las divisiones 52.ª de infantería británica y de caballería Anzac sobre una fuerza conjunta de los imperios otomano y alemán que cruzaban el Sinaí marcó el final de la campaña de defensa del canal de Suez, que había empezado el 26 de enero de 1915. Esta victoria del imperio británico, la primera sobre los otomanos en la guerra, aseguró el canal de Suez contra los ataques terrestres, y terminó con las aspiraciones de las Potencias Centrales de interrumpir el tráfico del canal. La persecución realizada por la división de caballería Anzac que terminó en Bir el Abd el 12 de agosto también marcó el inicio de la campaña del Sinaí y Palestina. A partir de ahí, la división de caballería Anzac apoyada por la brigada de camellos imperial pasaron a la ofensiva persiguiendo al ejército alemán y otomano durante muchos kilómetros a través del Sinaí, dando la vuelta a la derrota sufrida en Katia tres meses antes.
Desde finales de abril de 1916, tras el ataque de las tropas otomanas dirigidas por los alemanes atacaran en la batalla de Katia, las tropas del imperio británico en la región se duplicaron en primer lugar de una brigada a dos, y luego crecieron rápidamente al igual que el desarrollo de infraestructura para apoyarlos. La construcción del ferrocarril y una tubería de agua pronto permitió a una división de infantería unirse a las brigadas de caballería ligera e infantería montada en Romani. Durante el del verano se realizaban patrullas de caballería regulares y de reconocimiento desde su base de Romani, mientras que la infantería construía una amplia red de refugios. El 19 de julio se informó del avance de un gran ejército alemán, otomano y austriaco por el norte del Sinaí. Desde el 20 de julio hasta el inicio de la batalla, las brigadas 1ª y 2ª de caballería ligeras australianas se turnaron en el avance y el acoso de la columna.
Durante la noche entre el 3 y 4 de agosto de 1916 el ejército en avance que incluía a la formación Pasha I alemana y la 3ª división de infantería otomana lanzó un ataque a Romani desde Katia. Las tropas delanteras pronto se enfrentaron con la pantalla establecida por la 1.ª brigada de caballería ligera (División de caballería Anzac). Durante el duro combate antes del amanecer del 4 de agosto los jinetes australianos poco a poco se vieron forzados a retirarse. Al llegar el día su línea se reforzó con la 2ª brigada de caballería ligera, y a media mañana, se unieron a la batalla la 5ª brigada de caballería y la brigada de infantería montada neozelandesa. Juntas las cuatro brigadas de la división montada Anzac consiguió contener y dirigir a los atacantes hacia las arenas profundas. Allí los atacantes entraron en el alcance de la división 52.ª de infantería firmemente atrincherada para defender Romani y la vía del tren. La fuerza combinada de estas tres formaciones de la Fuerza Expedicionaria Egipcia (FEE), la arena profunda, el calor y las sed se impusieron y se frenó el avance de los alemanes, austriacos y otomanos. Aunque la fuerza atacante luchó duramente para mantener sus posiciones a la mañana siguiente, a la caída de la noche habían sido empujados hasta su punto de partida en Katia. El ejército en retirada fue perseguido por las divisiones de caballería Anzac del 6 al 9 de agosto, durante los cuales las fuerzas otomanas y alemanas en varias acciones de retaguardia duras contra las tropas británicas. La persecución terminó el 12 de agosto, cuando las tropas alemanas y otomanas abandonaron su base en Bir el Abd y se retiraron a El Arish.

## Contexto

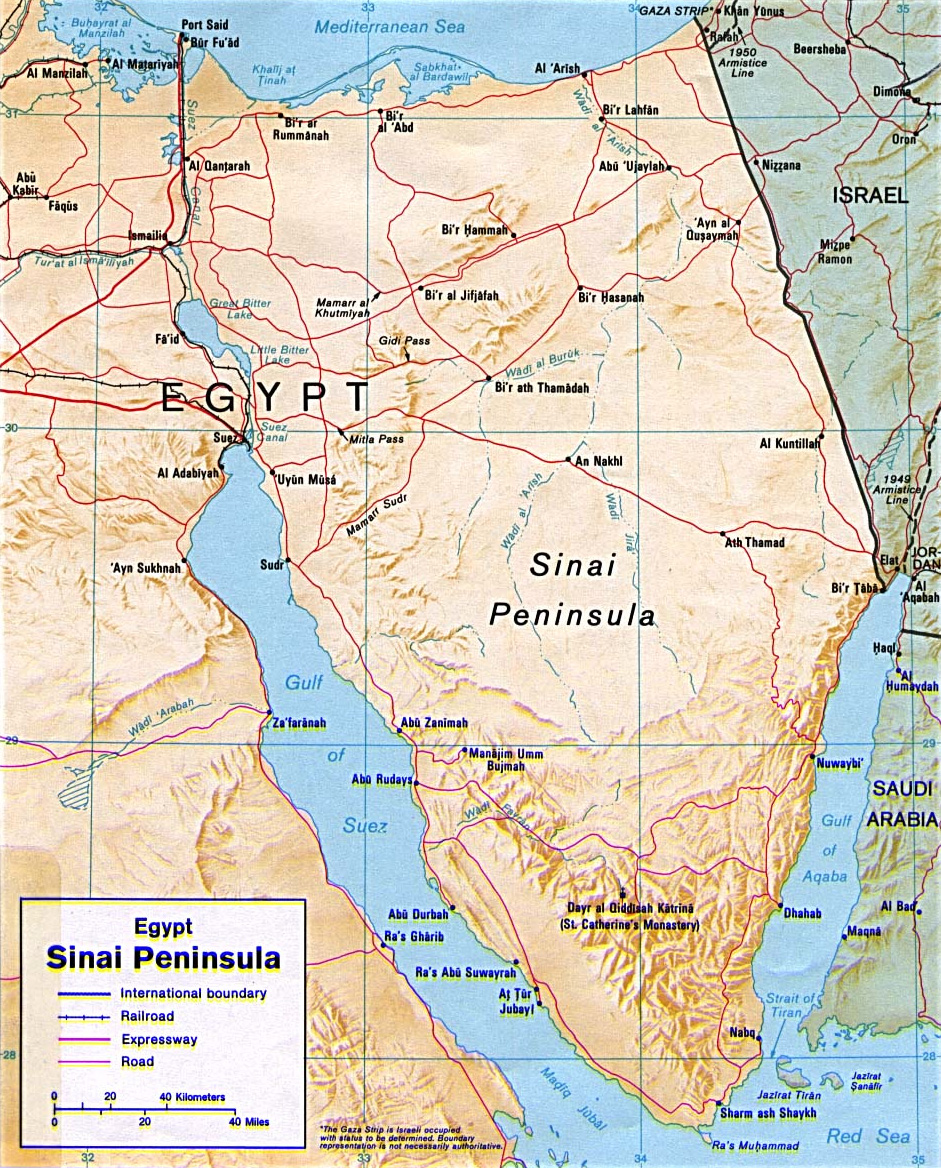
Mapa de la península del Sinaí (Bi'r ar Rummanah es Romani y Al Qantjarah es Kantara).

Al principio de la Primera Guerra Mundial la policía egipcia que controlaba la península del Sinaí se retiró, dejando la región desprotegida. En febrero de 1915 un ejército otomano y alemán realizó un primer ataque al canal de Suez sin éxito. Algunas fuerzas otomanas y beduinas que acosaron el canal durante la campaña de Galípoli desde marzo hasta junio, cuando prácticamente se interrumpieron hasta el otoño. Mientras los imperios alemán y otomano apoyaron una rebelión de los Senussi (un grupo político-religioso) en la frontera occidental de Egipto que empezó en noviembre de 1915.
En febrero de 1916 aunque no había signos aparentes de actividad militar inusual en el Sinaí, los británicos empezaron a construir el primer tramo (40 km) de vía ferroviaria y de conducción de agua de Kantara a Romani y Katia. Los vuelos de reconocimiento del Real Cuerpo Aéreo y el Real Servicio Aéreo Naval encontraban solo algunas tropas otomanas pequeñas y diseminadas en la región del Sinaí y ninguna señal de grandes concentraciones de tropas en el sur de Palestina.
Entre finales de marzo o principios de abril de 1916 se incrementó la presencia británica en el Sinaí. Se estaban tendiendo 26 km de vías, incluyendo vías muertas. Entre el 21 de marzo y el 11 de abril se destruyeron las fuentes de aguas a lo largo de la ruta central del Sinaí, en Wady Um Muksheib, Moya Harab y Jifjafa. En 1915 habían sido usadas por el grupo principal de soldados otomanos, unos 6000 o 7000 hombres, que se desplazaron por el desierto del Sinaí para atacar el canal de Suez en Ismailía. Sin estos pozos y depósitos la ruta central ya no podría ser usada por grandes tropas.
La fuerza de ataque del general alemán Friedrich Freiherr Kress von Kressenstein respondió a esta creciente presencia británica atacando a la 5ª brigada de caballería que estaba muy dispersa el 23 de abril, domingo de Pascua y además día de San Jorge, tomando por sorpresa a los británicos y aplastándolos en Katia y Oghratina, al este de Romani. Las brigadas de caballería habían sido enviadas al interior del desierto en dirección a Romani a vigilar las tuberías de agua y las vías por lo que estaban desplegados más allá de la protección de las defensas del canal de Suez.
En respuesta a este ataque se duplicó la presencia del imperio británico en la región. Al día siguiente la brigada de infantería montada de Nueva Zelanda y la 2ª brigada de caballería ligera, que habían servido a pie durante la batalla de Galípoli, pertenecientes a la división de caballería Anzac al mando del mayor general australiano Henry G. Chauvel reocuparon el área de Katia sin oposición.

## Preludio
El día 24 de abril (el después en Katia y Oghratina) se puso al mando de todas las tropas avanzadas a Chauvel: la 2ª brigada de caballería ligera y las brigadas de infantería montada neozelandesa en Romani y la 52.ª división de infantería en Dueidar. La infantería se trasladó a Romani entre el 11 de mayo y el 4 de junio de 1916.

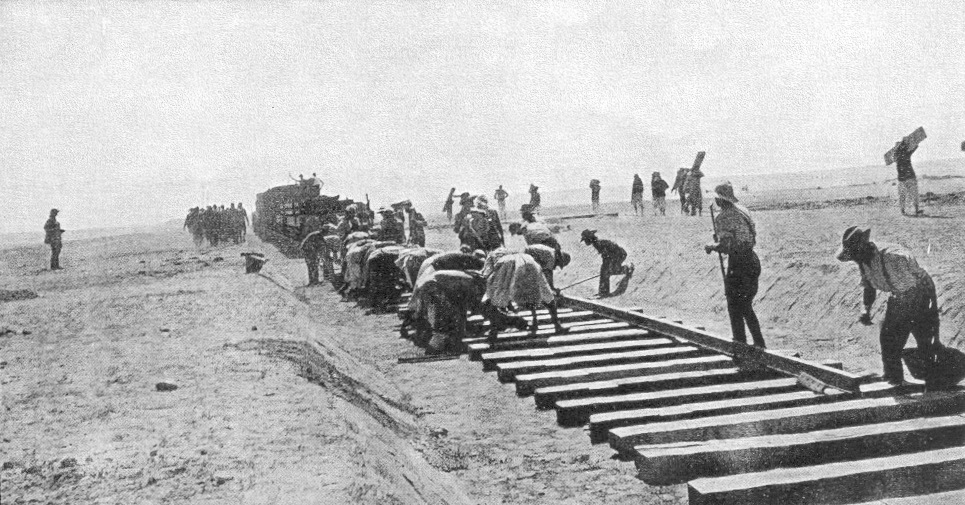
Construcción del ferrocarril en el desierto del Sinaí.

La construcción del ferrocarril y las tuberías no se vio muy afectada por los combates del 23 y 29 de abril, cuatro trenes se desplazaban diariamente a la cabecera de la vía. Se abrió la línea principal a Romani el 19 de mayo y se completó una segunda línea de Romani a Mahamdiyah en la costa del Mediterráneo el 9 de junio. Pero las condiciones del terreno eran extremas, tras la primera quincena de mayo, y en especial entre mediados entre de junio y el final de julio, el color en el desierto del Sinaí era sofocante, pudiéndose esperar en la región temperaturas de 51 °C a la sombra. Y pero que el terrible calor eran las tormentas de arena provocadas por el Chamsin que azotaban cada 50 días, cuando el aire se tornaba en una nube de partículas de arena flotantes movidas por un tórrido viento del sur.
No se realizaron operaciones de tierra importantes durante estos meses centrales del verano, ya que las guarniciones otomanas estaban en el Sinaí estaban muy diseminadas y fuera del alcance de las fuerzas británicas. Pero las brigadas de infantería montada de Nueva Zelanda realizaron continuas patrullas y reconocimientos desde Romani a Ogratina y Bir el Abd, el 16 de mayo a Bir Bayud, a unos 31 km al sureste de Romani; el 31 de mayo a Bir Salmana, a 35 km al noreste de Romani, llegando a cubrir 100 km en 36 horas. Estas patrullas se concentraron en un área de gran importancia estratégica para los grandes ejércitos que quisieran cruzar el Sinaí por la ruta norte. Allí se disponía de suministro de agua en una gran secuencia de oasis que se extendían desde Dueidar, a 24 km desde Kantara en el canal de Suez, a lo largo de Darb es Sultani (la antigua ruta de caravanas), hasta Salmana a 84 km.
Entre el 10 y el 14 de junio la columna Mukhsheib de destruyó la última fuente de agua de la ruta central de la península del Sinaí. Esta columna, formada por ingenieros militares y unidades de la 3ª brigada de caballería ligera británica, cuerpos a camello Bikaner y egipcios sacaron 19.000.000 litros de los pozos y depósitos del Wadi Mukhsheib y sellaron los depósitos. Esta acción estrechaba de forma efectiva el área por la cual se podrían esperar ofensivas otomanas a la ruta de la costa norte de la península del Sinaí.
Los aviones otomanos atacaron el canal de Suez doce veces durante mayo, arrojando bombas sobre Port Said. Los aviones británicos bombardearon la ciudad y el aeródromo de El Arish el 18 de mayo y el 18 de junio, y bombardearon todos los campamentos otomanos en un frente de 72 km paralelo al canal el 22 de mayo. A mediados de junio el 1º escuadrón de los cuerpos aéreos australianos empezó a realizar reconocimientos aéreos en Suez. En 9 de julio se estableció en Sherika otro servicio aéreo para el alto Egipto, y otro con base en Kantara.

### Tropas alemanas y otomanas
A comienzos de julio se estimaba que había al menos 28.000 soldados otomanos en el área de Gaza–Beersheba en el sur de Palestina, y que justo antes de la batalla de Romani, había 3000 soldados en Oghratina, no lejos de Katia, otros 6000 en la base Bir el Abd, al este de Oghratina, de 2000 a 3000 soldados en Bir Bayud al sur este, y otros 2000 en Bir el Mazar, a unos 68 km al este, no lejos de El Arish.

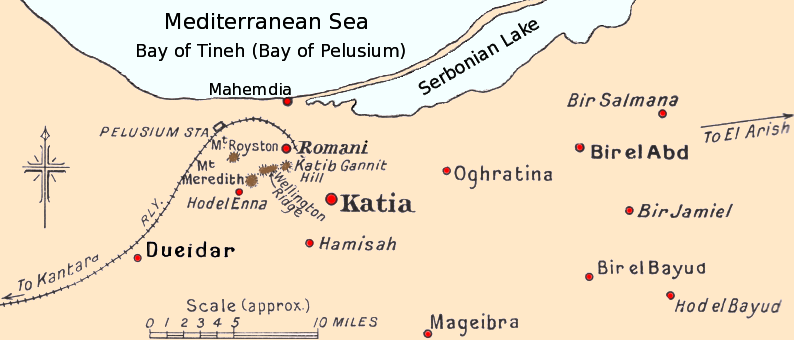
Romani y alrededores, 1916.

El cuarto ejército al mando de Kress von Kressenstein estaba formado por los tres regimientos de 3.ª división de infantería anatolia, los regimientos de infantería 31.º, 32.º y 39.º, con un total de 16.000 hombres, de los cuales entre 11 000 y 11 873 eran soldados combatientes; tropas de artillería árabe y un regimiento de cuerpos a camello. Se estimaba que poseían entre 3293 y 12 000 rifles, de 38 a 56 ametralladoras, y de 2 a 5 secciones de cañones antiaéreos. Además estaban equipados con cuatro baterías de artillería pesada y de montaña (30 piezas de artillería) la formación Pachá I. Se utilizaron cerca de 5000 camellos y 1750 caballos en el avance.
La formación Pachá I con una media de unos 16 000 efectivos, consistía en personal y material para un batallón de ametralladoras de ocho compañías con cuatro ametralladoras para cada una con operadores otomanos, cinco grupos antiaéreos, el batallón 60.º de artillería pesada consistente en una batería de dos cañones de 100 mm, una batería de cuatro cañones de obuses de 150 mm y dos baterías dos baterías de obuses 210 mm (dos cañones en cada batería). Los oficiales, suboficiales y demás mandos del batallón de artillería era alemanes y el demás personal pertenecían al ejército otomano. Además Pachá I contenía una dos compañías de morteros de trinchera, el 300º destacamento aéreo, tres compañías ferroviarias y dos hospitales de campaña. Austria proporcionó dos baterías de lanzaobuses de montaña de seis cañones cada una. Con la excepción de dos lanzaobuses de 210 mm, los morteros de trinchera y el personal ferroviario el resto de la formación Pachá I tomó parte en el avance hacia Romani.
El 300º destacamento aéreo proporcionó un escuadrón de reconocimiento aéreo, e incrementó el número de aviones disponibles para apoyar el avance a través del Sinaí. Estos aviones de la Pachá I eran más rápidos y más efectivos que los anticuados aviones británicos y proporcionaban superioridad aérea en el campo de batalla.
También es posible que el regimiento 81 de la 27º división avanzara a Bir el Abd y tomara parte en la defensa del lugar.
El objetivo del avance alemán, austriaco y otomano era tomar Romani y establecer una posición fuerte frente a Kantara, donde emplazar su artillería pesada con el canal de Suez a su alcance. La fuerza atacante se reunió en el sur del imperio otomano, en Shellal, al noroeste de Beersheba, y partió hacia el Sinaí el 9 de julio de 1916. Alcanzaron Bir el Abd y Ogratina diez días después.

### Tropas británicas
El general Archibald Murray, al mando de los ejércitos del imperio británico en Egipto, formó la Fuerza Expedicionaria Egipcia (FEE) en marzo de 1916 uniendo el ejército de Egipto, que era un protectorado británico desde el inicio de la guerra, con la Fuerza Expedicionaria Mediterránea que había luchado en Galípoli. El papel de este nuevo ejército era tanto defender el protectorado británico de Egipto como proporcionar refuerzo al frente occidental. Murray tenía su cuartel general en El Cairo para gestionar mejor sus múltiples tareas, aunque estaba en Ismailía durante la batalla de Romani.
Con la ocupación de Romani el área se convirtió en parte del sector norte o n.º 3 de las defensas de canal de Suez, que originalmente se extendía a lo largo del canal desde Ferdan a Port Said. Los otros dos sectores agrupaban las fuerzas de defensa a lo largo de las secciones central y sur del canal. El n.º 2 o sector central se extendía al sur desde Ferdan al cuartel general de Ismailía y a Kabrit, donde el sector n.º 1 o sector sur empezaba, desde Kabrit a Suez.

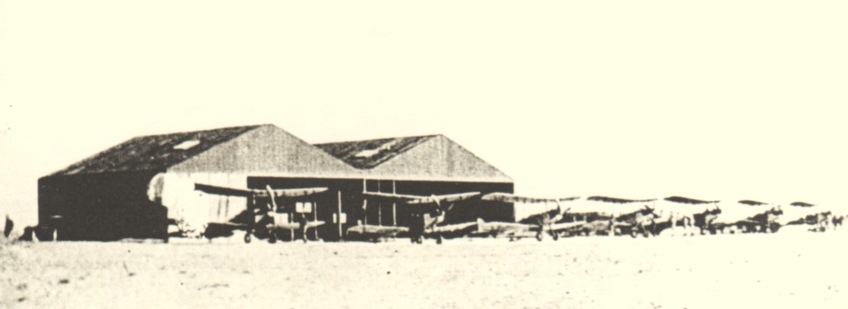
Aeródromo de Ismailía.

Murray consideró que era muy improbable que ocurriera un ataque desde cualquier parte que no fuera el sector norte por lo que se planeó reducir las tropas de los sectores 1 y 2 al mínimo. Decidió que no reforzaría sus cuatro brigadas de infantería, pero incrementaría el poder de fuego disponible en Romani trasladando a las compañías 160ª y 161ª de ametralladoras de la 53.ª división galesa y la 54.ª división del este de Inglaterra. Ordenó la concentración en el sector 2 de una pequeña columna móvil formada por el 11º de caballería ligera australiana e infantería de Londres (menos de un escuadrón cada uno) con las compañía 4ª, 6ª y 9ª de la brigada a camello imperial. Calculó que la totalidad de la tropa para la defensa, incluido el transporte de camellos necesario para permitir a la infantería de la división 42ª de Lancashire este avanzar por el desierto, estaría equipada y los camellos reunidos para el 3 de agosto. Aproximadamente 10 000 camellos del cuerpo de transporte a camello egipcio se concentraron en Romani antes de la batalla. Los buques monitor británicos en las aguas del Mediterráneo junto a Mahamdiyah tenían a su alcance al ejército otomano que estaba congregándose, mientras que un tren acorazado estaba preparado para ayudar en la defensa el flanco derecho, y todos los aviones disponibles estaban en espera en Ismailía, Kantara, Port Said y Romani.

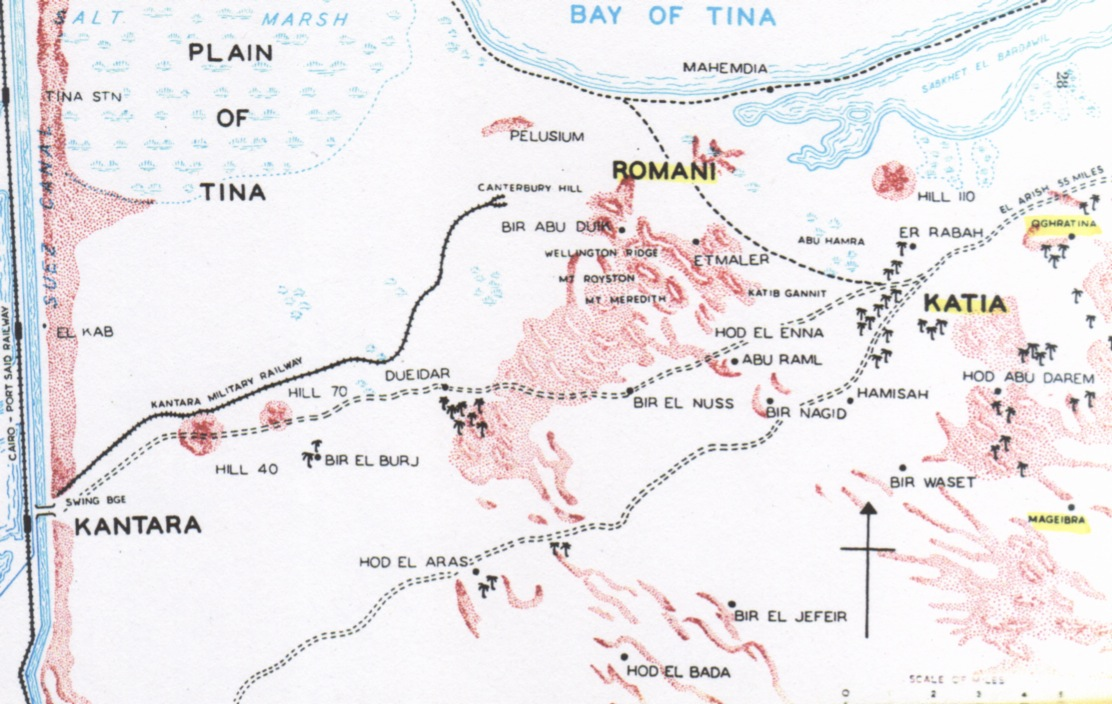
Área de Romani cuando el ferrocarril alcanzó la colina Canterbury.

El mayor general H. A. Lawrence estaba al mando del sector n.º 3 de la defensa del canal, por lo que estaba al mando de la posición de Romani, que tenía su cuartel general en Kantara. En Kantara estaban emplazadas la infantería de la división 42ª y una brigada de la 53.ª división galesa y la 3ª brigada de caballería ligera, separadas de la división Anzac. Lawrence trasladó dos batallones de infantería de la división 42ª del sector 2 de defensas del canal a Kantara, y envió infantería galesa de las brigada 158ª y la 53.ª división a Romani el 20 de julio.
El despliegue del 3 de agosto en el campo de batalla y sus proximidades consistió:
- en la colina 70, a 19 km de Romani, la infantería montada de Nueva Zelanda (sin el regimiento de Wellington pero con un regimiento de caballería ligera temporalmente adjunto), al mando de Edward Chaytor, y la 5ª brigada montada, al mando directo de Lawrence, se unieron en la línea ferroviaria a la brigada 126 de la 42.ª división. Junto a la caballería ligera y la infantería de Dueidar, al este de la colina 70, tenían que parar o retrasar el ataque de von Kressenstein si intentaba rodear Romani y avanzar directamente sobre el canal de Suez,
- en la colina 40, se apostó también infantería de las brigadas 125 y 127 también en la línea del tren en la estación de Gilban,
- se situó a la columna móvil en el Sinaí al final de la vía de El Ferdan, mientras que la 3ª brigada de caballería ligera quedaba en Ballybunion, también en el Sinaí, al final de la vía de Ballah.[40][41][42]

- La tropa en Romani, responsable de su defensa al comienzo de la batalla, se componía de infantería de la 52.ª división británica, al mando del mayor general W. E. B. Smith, y la división montada Anzac dirigida por Chauvel (menos la 3ª brigada de caballería ligera). Las brigadas de caballería ligera 1ª y 2ª (menos el 5º regimiento que estaba en la colina 70) estaban al mando de los tenientes coroneles J. B. H Meredith y J. R. Royston respectivamente.[41]

### Desarrollo de las posiciones defensivas

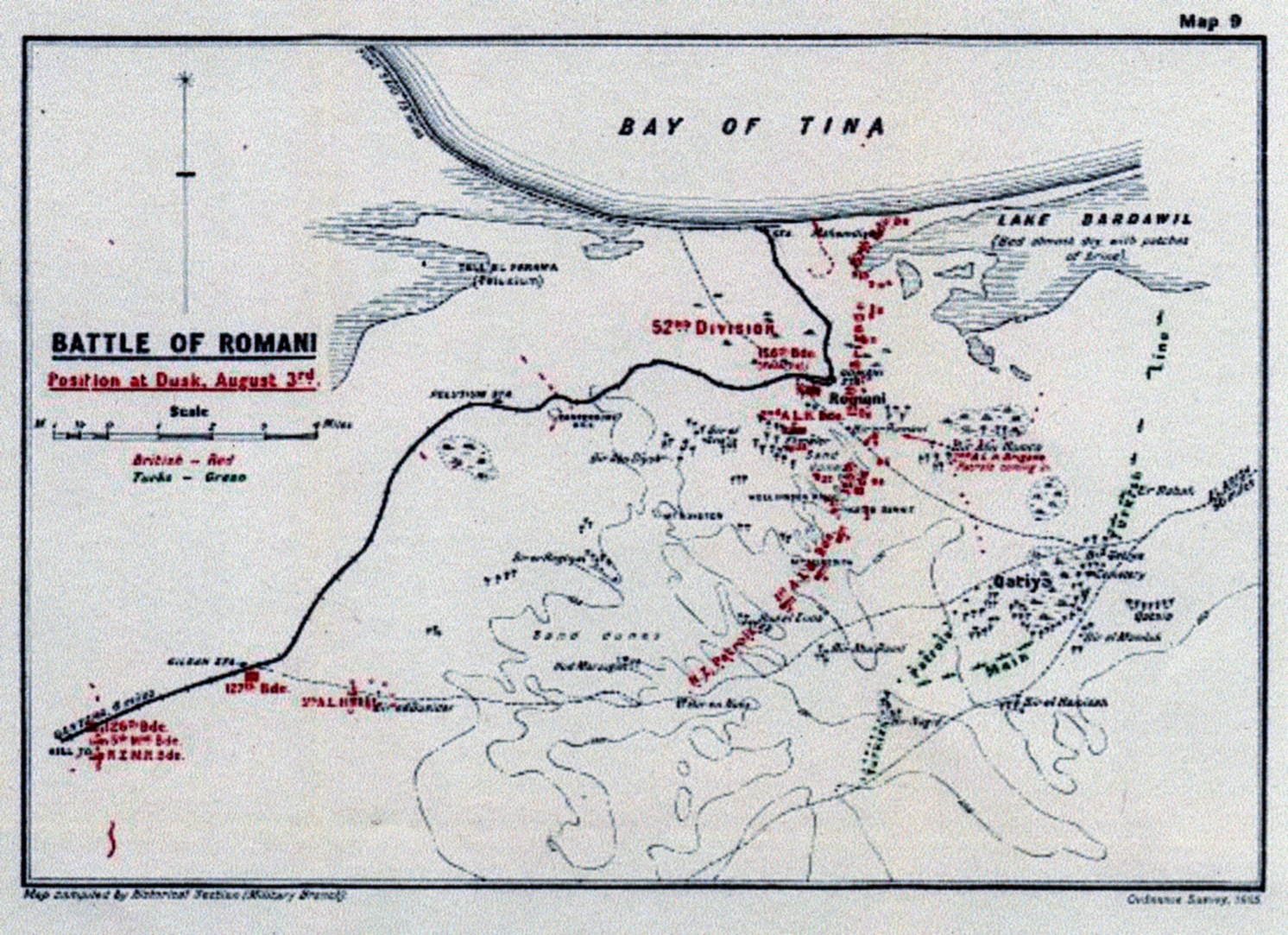
Defensas de Romani al anochecer del 3 de agosto de 1916.

La infantería de la división 52.ª se unió a dos brigadas a caballo en Romani entre el 11 de mayo y el 4 de junio, cuando el ferrocarril hizo posible el transporte y el aprovisionamiento de un número tan grande de soldados. La infantería ocupó una posición defensiva conocida como cresta Wellington, frente a un campo de dunas. La zona que favorecía la defensa, las dunas de arena que se extendían unos 10 km y cubrían un área de 78 km² al sur de Romani, incluía el norte de la ruta de El Arish. En los bordes del sur y el sureste, una serie de dunas de arena móvil con laderas inclinadas que conducían a una meseta de arena fina y profunda.
La división 52.ª estableció una fuerte posición defensiva en Romani, que tenía su flanco izquierdo en el mar Mediterráneo, construyendo una serie de refugios en dirección sur desde Mahamdiyah a lo largo de 11 km de colinas altas colinas arenosas hasta una duna conocida como Katib Gannit de 30 m de alta. Esta línea de colinas arenosas que eran tan altas que se veían desde el oasis de Katia, marcaba el límite oriental de un área de arena muy fina y suelta más allá de las cuales las dunas eran más bajas y oscuras, y donde el desplazamiento de la infantería y la caballería eran considerablemente más fácil. Entre la costa y el borde occidental de la albufera de Bardawil y Katib Gannit (el principal punto táctico de las laderas orientales de los montes de Romani) la infantería construyó una línea de 12 refugios, distantes unos 700 m entre sí, con una segunda serie de refugios cubriendo la estación de ferrocarril de Romani y la derecha de la posición defensiva en forma de gancho hacia el oeste y norte. Se construyeron un total de 18 reductos defensivos que cuando estuvieron totalmente abastecidos podían albergar entre 40 y 170 rifles cada uno, con ametralladoras Lewis y una media de dos ametralladoras Vickerss situadas en cada posición, aunque no había interconexión entre ellos. Esta línea defensiva estaba apoyada por la artillería.

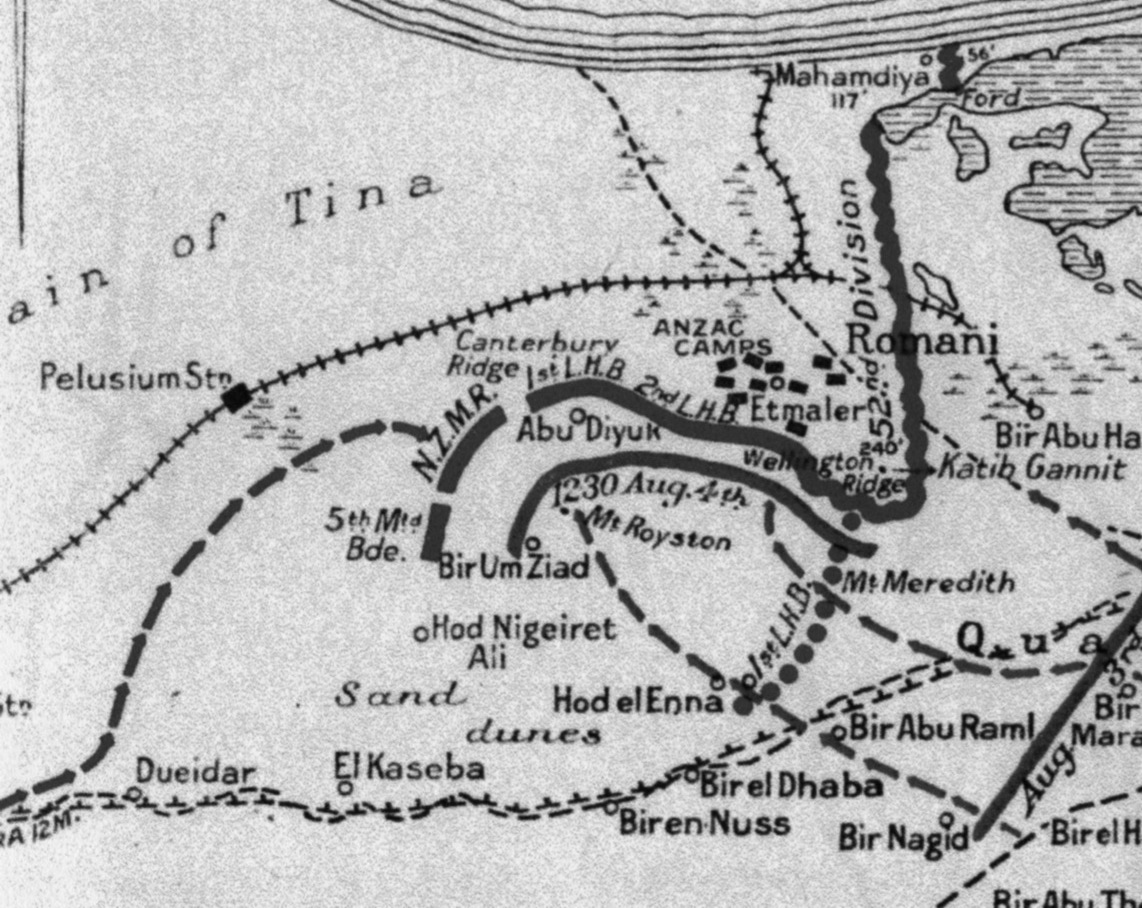
Mapa detallado de las defensas de Romani.

Lawrence asesorado por su jefes de división consideró que la amenaza de un ataque otomano hacia el canal de Suez Canal y estableció una segunda línea defensiva para evitar sus preocupaciones. Sus planes tuvieron en cuenta la posibilidad de que el ejército otomano de Katia se desplazara para atacar Romani o siguiendo la antigua ruta de carabanas asaltara la colina 70 y Dueidar de camino al canal de Suez. Cualquier intento sobrepasar Romani rodeando por el flanco derecho desencadenaría el ataque desde la guarnición, que podría enviar a las tropas de infantería y caballería por el terreno duro y plano del suroeste. Se estacionó a la brigada montada de Nueva Zelanda en la colina 70 al final de junio y al 5º regimiento de caballería ligera en Dueidar para evitar que la fuerza otomana llegara al canal de Suez.

### Patrullas de caballería antes de la batalla

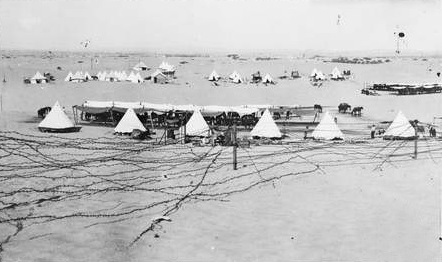
Campamento en la collina 70 entre Dueidar y Kantara.

El activo patrullaje de las tropas a caballo durante el periodo anterior a la batalla no encontró hasta julio ningún incidente que anticipara las hostilidades. La guarnición otomana más cercana, con 2000 hombres, estaba en Bir el Mazar a 68 km de Romani, y el 9 de julio una patrulla descubrió que Bir Salmana estaba desocupada. Sin embargo una creciente actividad aérea sobre el área de Romani empezó el 17 de julio, cuando los rápidos aviones alemanes impusieron su superioridad sobre la aviación británica. Aunque no pudieron impedir que los aviones británicos siguieran realizando misiones de reconocimiento del terreno del este, y el 19 de julio, un avión británico con el general de brigada E. W. C. Chaytor (al mando de la brigada a caballo neozelandesa como observador) descubrió una fuerza otomana de unos 2500 hombres en Bir Bayud. Se detectó una tropa ligeramente menor en Gameil y otra de tamaño similar en Bir el Abd con unos 6000 camellos en su campamento o desplazándose entre Bir el Abd y Bir Salmana. A la mañana siguiente se descubrieron 3000 hombres desplegados en Mageibra, con un depósito avanzado para el suministro y almacenamiento en Bir el Abd. Una tropa pequeña adelantada se había situado en el oasis de Oghratina, y al día siguiente había crecido hasta los 2000 hombres.
El 20 de julio la 2ª brigada de caballería ligera con dos cañones atacaron Oghratina, capturando varios prisioneros, y empezaron una serie de patrullas que continuaron, junto a la primera brigada de caballería, hasta la víspera de la batalla. Cada día hasta el 3 de agosto estas dos brigadas se alternaban para salir de su base en Romani hacia Katia alrededor de 02:00 y acampar allí hasta el amanecer, en el cual avanzaban por un amplio frente hasta que provocaban que los alemanes o los otomanos les dispararan. Si la posición enemiga era débil presionaban y si empezaba un contrataque la brigada se retiraba lentamente, para terminar regresando al campamento de Romani al anochecer. Al día siguiente la otra brigada repetía una maniobra similar en dirección a Katia y las columnas otomanas en avance, e informando a los oficiales de los movimientos del enemigo. Durante este periodo uno de los muchos choques se produjo el 28 de julio en Hod Um Ugba, a 8 kilómetros de las líneas británicas. Dos escuadrones del regimiento montado de Wellington, al mando del teniente coronel W. Meldrum, hicieron un asalto con bayoneta, apoyados por varias ametralladoras y dos cañones. made a bayonet assault, supported by several machine guns and two 18-pounder guns. Expulsaron a los otomanos de Hod, dejando 16 muertos y tomando 8 prisioneros del regimiento 31.º de la infantería otomana.

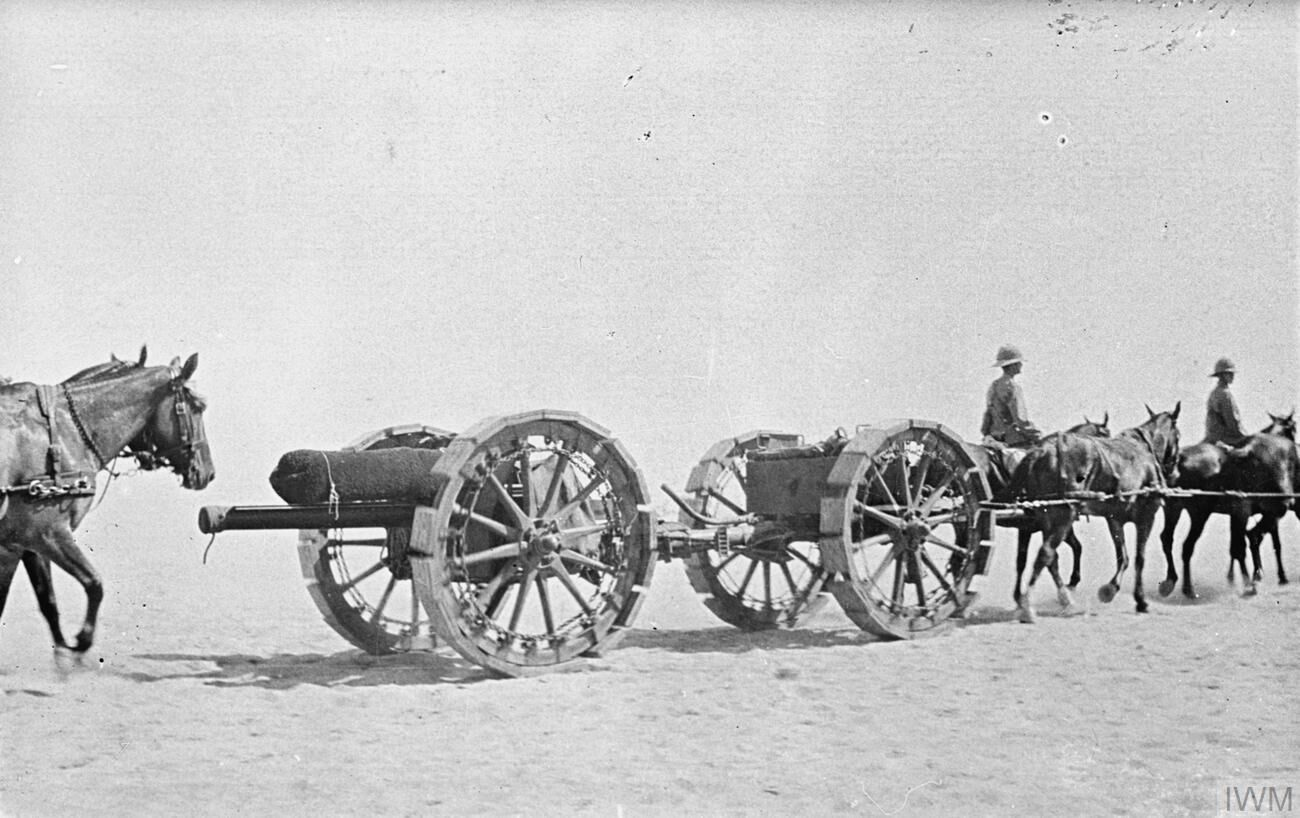
Cañones con ruedas preparadas para la arena de la defensa del canal de Suez en 1916

La estrategia de enviar patrullas tenía éxito en cuanto que cualquier movimiento del ejército en avance era conocido por los defensores, aunque las reducidas partidas de caballería ligera no pudieran parar el avance de un ejército mucho más numeroso. Al amanecer del 3 de agosto la fuerza alemana, austriaca y otomana había ocupado Katia por lo que estaba muy cerca de Romani, Dueidar, la colina 70 y el canal de Suez. Su línea iba del noreste al suroeste desde la albufera de Bardawil al este de Katia, con su flanco izquierdo avanzado.

### Planes
El objetivo de los alemanes y otomanos no era cruzar el canal, sino tomar Romani y establecer una posición fuerte de artillería frente a Kantara, desde la cual poder bombardear los barcos del canal. El plan de Kress von Kressenstein para atacar Romani era bombardear la línea defensiva de refugios con su artillería pesada y emplear solo algunos destacamentos de infantería contra ellos, mientras que la fuerza principal atacaría la derecha y la retaguardia de la posición de Romani.
Los defensores esperaban que los alemanes y otomanos sería de un contingente contra su preparada línea de defensa y un ataque mayor por el sur de Katib Gannit. También apreciaron que tal ataque podría exponer el flanco izquierdo alemán y otomano. El plan de Murray consistía principalmente en retrasar a los atacantes y hacerles muy difícil ganar terreno al sur de Katib Gannit, y secundariamente, solo cuando el ejército alemán y otomano estuviera totalmente controlado, desorganizar sus flancos de ataque con un ataque de las tropas en la colina 70 y Dueidar, con la 3ª brigada de caballería ligera y la columna móvil operando más directamente contra el flanco y la retaguardia.
Chauvel había elegido una posición para defender Romani, que se extendía por 6 kilómetros entre Katib Gannit y Hod el Enna, con una segunda posición de retaguardia cubriendo una serie de barrancos paralelos que discurrían al sureste y noroeste que daban acceso al área de arena suave en la retaguardia de las defensas de Romani. No se hicieron construcciones, pero junto a Chauvel, los comandantes de las dos brigadas de caballería ligera, cuya tarea sería mantener a los atacantes en ese terreno hasta que el ataque por el flanco empezara, estudiaron cuidadosamente el área.

## La batalla del 4 de agosto
Justo antes de la media noche entre el 3 y 4 de agosto, tres columnas alemanas de la Pachá I y el 4.º ejército otomano, con unos 8000 hombres, empezaron su ataque en un puesto avanzado de la 1.ª brigada de caballería ligera, tres horas y media después de que la 2.ª brigada de caballería ligera volvieran de su patrulla diaria. Además de las habituales patrullas de oficiales que salían de noche a revisar las posiciones enemigas, Chauvel decidió que saliera de noche toda la 1.ª brigada de caballería ligera a mantener un puesto avanzado a unos 5 km de distancia, cubriendo todas las entradas a la meseta de colinas que formaba la posición de Romani y que no estaba protegida por puestos de infantería. Un disparo o dos en el desierto al sur de su posición puso en alerta a la larga línea de caballería a media noche, cuando se llamaba a primera línea al regimiento 3º. El avance de los austriacos, alemanes y otomanos se paró al encontrar los barrancos custodiados por los jinetes, pero alrededor de la 01:00 las fuerzas otomanas y alemanas considerablemente superiores en número empezaron el ataque, y una hora más tarde habían avanzado unos 50 metros en la línea australiana.
Las columnas otomanas del centro y la izquierda fueron dirigidas hábilmente rodeando el flanco abierto de trincheras de la infantería hacia el campamento y la vía del tren. Después de que se pusiera la luna alrededor de las 02:30, las tropas alemanas y otomanas hicieron una carga con bayoneta en el monte Meredith. Aunque apliamente sobrepasada en número, los jinetes británicos lucharon cuerpo a cuerpo para retrasar la acción efectivamente, pero fueron obligados a ceder terreno poco a poco y al final evacuaron la posición a las 03:00. Al no disponer de la luz de la luna los jinetes británicos disparaban a los destellos de los rifles del enemigo hasta que estuvieron lo suficientemente cerca para usar las bayonetas. La primera brigada finalmente fue forzada a retroceder, retirándose lentamente cubriéndose unos a otros con fuego constante, manteniendo a raya el ataque general con bayoneta en su retaguardia hacia la gran duna conocida como cresta Wellington al sur del campamento de Romani. Durante la retirada hacia la cresta Wellington los escuadrones de cobertura de la izquierda cerca de Katib Gannit también fueron atacadas, al igual que el escuadrón de la derecha, que fue cogido por el flanco y sufrió considerables bajas, pero consiguió mantenerse en su posición hasta que su retaguardia fue ocupada. A las 03:30 todos los jinetes al sur del monte Meredith habían sido obligados a retroceder y desmontar en su segunda posición. Poco después una ametralladora otomano empezó a disparar sobre la caballería ligera desde el monte Meredith.
Chauvel confiaba en la firmeza de la 1.ª brigada de caballería ligera, que había comandado durante la campaña de Galípoli, para mantener la línea contra una fuerza muy superior hasta el amanecer, cuando pudiera evaluarse la situación general. El amanecer reveló la debilidad de los defensores de la caballería en su segunda posición en la cresta Wellington Ridge y que su derecha había sido sobrepasada por una gran tropa alemana y alemana. A las 04:30 Chauvel ordenó a la 2ª brigada de caballería ligera, al mando del coronel J. R. Royston, entrar en acción al frente del monte Royston a apoyar y alargar el flanco derecho trasladando a los regimientos 6 y 7 a la línea del frente. La artillería alemana, austriaca y otomana entonces abría fuego sobre las defensas de infantería y los campamentos de retaguardia, causando algunas bajas por metralla, aunque el impacto de los obuses era amortiguado por la arena. Los atacantes consiguieron echar a la caballería de la cresta Wellington, lo que los situaba a 700 m del campamento de Romani. Pero no consiguieron avanzar más porque quedaban expuestos al fuego de las ametralladoras y los rifles de la infantería británica, y la artillería a caballo que apoyaba a la defensa de los jinetes.
Al haber sido detenidos en el sur de Romani, las tropas alemanas y otomans intentaron una maniobra para rebasarlos por el oeste, concentrando 2000 soldados alrededor del monte Royston, otra duna, al suroeste de Romani. A las 05:15 el 31.er regimiento de infantería otomano avanzó y los regimientos 32.º y 39.º británicos giraron a la izquierda hacia la retaguardia británica. Este movimiento de flanqueo estaba progresando firmemente por las laderas del monte Royston y haciendo girar a la 2ª brigada de caballería ligera, cuyo tercer regimiento estaba también sobrepasado en el frente.
Las dos brigadas de caballería seguían retrocediendo gradualmente, pivotando sobre el extremo derecho de la posición de infantería, que cubría el flanco izquierdo y la retaguardia de Romani. Fueron empujados hacia atrás entre la cresta Wellington y el monte Royston, a unos 3,5 km del anterior, y los atacantes siguieron forzando el retroceso de su blanco derecho. entre las 05:00 y 06:00, se retiraron lentamente de esta cresta aunque los regimientos 6 y 7 se quedaron el borde occidental. A la 06:15 se ordenó a Meredith que retirara a las tropas de la 1.ª brigada de caballería detrás de la línea ocupada por el 7º regimiento de caballería al norte del campamento de brigada Etmaler. A las 07:00, los regimientos 6 y 7 se retiraron progresivamente de la cresta Wellington. A las 08:00 el fuego de los alemanes y otomanos desde lo alto de la cresta incidía directametne sobre el campamento a unos pocos cientos de metros, pero las baterías de Ayrshire y Leicester rápidamente pararon este ataque artillero.
Quedó patente que la columna derecha alemana y otomana intentaba un ataque frontal sobre los refugios defendidos por la infantería británica. Los defensores fueron capaces de detenerlos, pero fueron objeto de un duro bombardeo durante el día. El ataque frontal empezó con fuego artillero para intentar debilitar la línea defensiva. Alrededor de las 08:00, fueron atacados los reductos 4 y 5, pero los ataques empezaron estando los otomanos a 150 metros del refugio lo que hizo que tuviera poco éxito. Sobre las 10:00 Chauvel contactó con el general de brigada E. S. Girdwood, al mando de la brigada de infantería 156ª, pidiéndole que su brigada relevara temporalmente a las de caballería para que abrevaran sus caballos y prepararan un contrataque. Girdwood rechazó la petición porque su brigada se mantenía en reserva para apoyar un ataque de la infantería por el este.
La caballería ligera se retiró gradualmente y alrededor de las 11:00, el ataque principal de los alemanes y otomanos fue parado por el fuego directo de la artillería, apoyado por el fuego de la infantería de la división 52ª. Los atacantes parecían estar exhaustos, pero mantuvieron sus posiciones mientras la artillería austriaca y otomana disparaba a los defensores del campamento, y los aviones alemanes y otomanos también bombardearon la defensa. Tres columnas atacantes quedaron en un punto muerto por la coordinada defensa de las brigadas 1ª y 2ª de caballería ligera y la 52.ª de infantería.
El avance otomano quedó parado en todas las partes. Tras la larga marcha de la noche las tropas alemanas y otomanas se enfrentaban a un día difícil bajo el sol del desierto sin poder rellenar sus cantimploras y expuestos al fuego de la artillería de Romani. En este momento las fuerzas atacantes mantenían una línea que iba desde Bardawil (en la costa mediterránea) hacia el sur a lo largo del frente de atrincheramientos de la 52ª división de infantería y después hacia el oeste a través de las dunas de los montes Meredith y Royston. Pero desde su posición sobre el monte Royston la fuerza alemana, austriaca y otomana dominaba el área del campamento de Romani y amenazaba la vía.

### Refuerzos
Chaytor, el comandante de la brigada montada neozelandesa, fue avisado del avance austriaco, alemán y ruso hacia Romani a las 02:00. A las 05:35 Lawrence en su cuartel general del sector 3 de las defensas del canal en Kantara, informó del desarrollo del ataque. Reconoció que la principal barrera estaba cayendo en Romani y ordenó a la 5.ª brigada de infantería que estaba en la colina 70 que se trasladara al monte Royston. Encabezó la marcha un regimiento compuesto que se trasladó al momento y el resto de la brigada se preparó para seguirlos. A las 07:25 Lawrence también ordenó a la brigada montada neozelandesa que se trasladara al monte Royston vía Dueidar. Las dos brigadas se estacionaron en la colina 70, a 19 km de Romani, con intención de cortar el paso al enemigo.
Mientras, se ordenó a la 3.ª brigada de caballería ligera que estaba en Ballybunion que se dirigiera hacia la colina 70 y mandara un regimiento a Dueidar, mientras que se ordenó a la columna móvil que marchara hacia Mageibra.

### Contraataque del monte Royston
El ataque alemán, austriaco y otomano en el monte Royston fue frenado en el norte por los regimientos 3º y 6º de caballería ligera el un constante bombardeo británico. A las 10:00 el frente que mantenían la caballería estaba a unas 700 m frente al punto sur del refugio n.º 22 de los norte Wellington y Royston. Cuando la línea retrocedió los regimientos 2 y 3 quedaron entre los regimientos 6 y 7 formando una nueva línea los cuatro, mientras que a 1,5 km al noroeste del monte Royston los húsares de Gloucestershire mantenían su posición.
El mando ordenó que las brigadas 1 y 2 de caballería y la infantería de Nueva Zelanda rodearan a los atacantes por el flanco derecho. El primer refuerzo en llegar fue el regimiento compuesto mientras el escuadrón de húsares estaba siendo atacado por una gran tropa de soldados otomanos y los hizo retroceder.
El cuartel general de la infantería neozelandesa que estaba a 1,5 km de Dueidar ordenó trasladarse directamente a la colina Canterbury, la última posición defendible frente a las vías ferroviarias, al este de la estación de Pelusium, ya que el fuerte ataque alemán y otomano amenazaba con tomar el ferrocarril y Romani. La brigada de Auckland llegó entre las 11:00 y 11:30 encontrando al regimiento compuesto enfrentándose a las fuerzas enemigas en el lado suroeste del monte Royston.
Las 1.ª y la 2. brigada de caballería ligera contactaron con la infantería de Nueva Zelanda por heliógrafo, después de lo cual Royston, al mando de la 2ª brigada de caballería ligera, galopó para poder explicar la situación. Chaytor entonces trasladó a los regimientos de Auckland y Canterbury , apoyados por la batería de Somerset, a un terreno elevado entre el flanco derecho la caballería y la infantería, y poco después se les unió los que quedaban de la 5ª brigada de infantería al mando del general de brigada Wiggin. En el periodo más crítico del día de combate, cuando una tropa alemana y otomana de 2000 hombres dominaba el área de Romani desde el monte Royston, cinco brigadas montadas empezaron su contraataque a las 14:00 desde el oeste del monte Royston.
La infantería consiguió pronto alcanzar el monte Royston, ayudada por el bombardeo de la batería artillera de Somerset. A las 16:00 el ataque había llegado a un punto en el que Chaytor procedieron a cargar a galope contra la cresta sur del monte Royston. Tomaron fácilmente la cresta porque los defensores no esperaban una carga de caballería directa. Desde lo alto de la cresta el escuadrón de Gloucestershire derribaron a grupos de caballería de la artillería austriaca, alemana y otomana concentrados en la vaguada tras la cresta consiguiendo que el ejército atacante empezara a rendirse. Cuando llegaron batallones de infantería británica de refuerzo los soldados alemanes y otomanos empezaron a rendirse en masa. Alrededor de las 18:00 habían capturado 500 prisioneros, dos ametralladoras y diversa artillería, y el flanco exterior del enemigo estaba completamente dominado.
Mientras en el flanco interior de la fuerza alemana y otomana en hacía un último esfuerzo para atravesar la cresta Wellington, pero fueron rechazados por la artillería. Los nuevos ataques frontales contra los refugios de infantería británicos fracasaron completamente. A las 17:05 el mayor general Smith ordenó a la infantería escocesa que atacara la cresta Wellington Ridge por la izquierda de la caballería ligera y en coordinación con el contraataque del monte Royston. Se inició un bombardeo artillero sobre las cresta Welllington a las 18:45. Justo antes de las 19:00, la infantería escocesa se trasladó al sur desde el refugio n.º 23. El 8º de fusileros escoceses avanzó hasta 100 m de la cresta Wellington antes de ser parados por un denso fuego enemigo.
Cuando la oscuridad paró el combate, las brigadas 1ª y 2ª de caballería ligeras situadas en la línea avanzada acamparon y se prepararon para pasar la noche en el campo de batalla, mientras que la infantería retrocedieron para aprovisionarse de agua y raciones a la estación de Pelusium , cuando se les unió tropas de infantería de la 42ª división recién llegadas. La 3ª brigada de caballería estaba detenida en la colina 70, mientras que la tropa móvil llegó a Hod el Bada, a 23 km al sur de Romani. El general de brigada Girdwood ordenó a los batallones 7º y 8º de infantería escocesa mantener sus posiciones en la cresta Wellington hasta el amanecer, pero además enfrentarse con intensidad con el enemigo durante la noche con la esperanza de capturar a gran número de soldados cansados y desorganizados por la mañana. Aproximadamente se capturó a 1200 prisioneros sin heridas al día siguiente que se mandaron a la estación de Pelusium.

## Batalla del 5 de agosto
En 24 horas los comandantes británicos consiguieron concentrar un ejército de 50.000 hombres en el área de Romane, triplicando así los efectivos. Esta tropa incluía dos divisiones de infantería - la 52.ª y la 42ª recién llegada – cuatro brigadas de caballería, dos de las cuales habían estado en servicio activo desde el 20 de julio, y dos que habían estado en combate activamente en el frente de ese día, aunque también podría incluirse a la 3ª que estaba detenida en la colina 70, y la columna móvil en Hod el Bada. En este momento el mando de la 5ª brigada a caballo pasó de la división Anzac a la 42ª división de infantería, indicando que debían permanecer en su posición mientras que la 3ª brigada de caballería sola realizaría un ataque por el flanco.
Lawrence ordenó un avance general el 5 de agosto que empezaría a las 04:00. El detalle de sus órdenes era:
- La división montada Anzac presionaría con su flanco derecho en Hod el Enna y con su derecho avanzaría en contacto estrecho con la infantería por la línea de Katib Gannit hacia el monte Meredith.
- La 3ª brigada de caballería ligera se trasladaría hacia Bir el Nuss y atacaría Hod el Enna desde el sur manteniéndose en contacto con la división Anzac.
- La 5ª brigada montada, bajo el mando de la 42ª división de infantería, ayudaría a la 3ª brigada de caballería ligera y la división Anzanc.
- La 42ª división se trasladaría a la línea de los montes Canterbury-Royston–Hod el Enna y haría retroceder a cualquier oposición al avance de las tropas montadas en estrecha apoyo del flanco derecho de la división Anzac.
- La división 52.ª se trasladaría apoyando al flanco izquierdo de la división Anzac hacia el monte Meredith y prepararía el avance general hacia Abu Hamra pero no empezaría hasta futuras órdenes de Lawrence desde el cuartel general del sector n.º 3.[85]

Mientras el ejército, austriaco y otomano estaba desplegada desde la colina 110 hasta casi Bir en Nuss, pero con su flanco izquierdo desprotegido. No podían estar en muy buenas condiciones tras el combate, todos los días anteriores de marcha bajo el intenso calor del verano en el desierto y en alerta toda la noche, lejos del agua y acosados por la infantería. En ese momento su situación era precaria, y su fuerza atacante principal había sido sobrepasada por la derecha por las tropas británicas que así estaban más cerca de la fuente de agua más cercana del enemigo en Katia. La infantería británica había dejado sus trincheras y atacaba desde el sureste y las tropas de Kressenstein no tenían por donde escapar.

### Toma británica de la cresta Wellington
Al amanecer la infantería británica junto al 7ª de caballería ligera, y apoyados por la artillería pudieron barrer las laderas y la cumbre del monte Wellington. Se encontraron con fuego intenso de ametralladora y rifle pero subieron rápidamente por la pendiente arenosa y rompieron la línea alemana y otmana. Tras despejar la cresta Wellington Ridge, siguieron empujando hacia adelante colina tras colina sin pausa. Estas tropas británicas se enfrentaron cuerpo a cuerpo contra los otomanos, entre 1000 y 1500, minando su moral. Como resultado del ataque las tropas alemanas y otomanas que habían dominado desde lo alto al campamento de Romani izaron una bandera blanca alrededor de las 05:00. Se realizaron un total de 1500 prisioneros en las proximidades de la cresta Wellington: 864 soldados se rindieron solo ante el 8º de fusileros escoceses, y el resto los capturaron por la caballería y el resto de infantería. A las 05:30 la tropa alemana y otomana se retiraba desordenada hacia Katia, con las brigadas 1ª y 2ª de caballería ligera y las baterías de Ayrshire y Leicestershire no muy lejos. A las 06:00 se rindieron 119 hombres más en el refugio n.º 3 cuando se vieron aislados de la retaguardia y lejos de la retirada. A las 06:30 Lawrence ordenó a Chauvel tomar el mando de todas las tropas y empezar un avance general hacia el este.

### Avance británico y retaguardia otomana en Katia
Se ordenó a la 42ª división de infantería que había llegado el día anterior durante la batalla en tren desde la colinas 70 y 40 y la estación de Gilban, que junto a la división 52.ª se trasladara para apoyar a las brigadas australianas, neozelandesas y británicas. La división 4ª empezó a avanzar hacia Hod el Enna a las 07:30 y el grueso llegó entre las 09:30 y las 10:00, llegando los últimos a las 11:15. Estaban ayudados por los cuerpos de transporte en camello egipcios que les suministraban agua potable. En medio del verano y por las abrasadoras arenas la infantería británica experimentó muchas dificultades y avanzó lentamente, por lo que la mayoría de las tropas de Kress von Kressenstein consiguieron escapar de su alcance incluso con la artillería pesada de la zona intermedia de la batalla. Aunque se ha afirmado que las reservas británicas machacaron a los alemanes y los otomanos el día 5, parece ser que una de las divisiones de infantería fue reacia a dejar sus defensas y ninguna de ellas estaba entrenada para la guerra en el desierto y encontraron extremadamente difícil lidiar con las dunas de arena. No pudieron alcanzar el paso y la resistencia de las bien entrenadas tropas alemanas y otomanas a pesar de que sufrían de la carencia de suministros de agua.
A las 06:30 cuando Lawrence ordenó a Chauvel tomar el mando de todas las tropas a caballo (excepto la columna móvil), estas estaban bastante diseminadas. A las 08:30, la brigada de fusileros de Nueva Zelanda llegó a Bir en Nuss, allí encontró a la 3ª brigada de caballería ligera, que tenía órdenes de ir primero a Hamisah y luego iría a Katia a cooperar en el ataque general. La avanzada se trasladó para cumplir estas órdenes a las 09:00. A las 10:30 el avance general de las tropas a caballo comenzó y a mediodía iban en una línea desde el oeste de Bir Nagid hasta el sur de Katib Gannit. en el centro estaba la brigada de fusileros neozelandeses acercándose al borde suroccidental de oasis de Katia oasis, a su izquierda las brigadas 1ª y 2ª de caballería ligera, la 5ª de infantería montada estaban atacando Abu Hamra, al norte del antiguo camino de caravanas, mientras que la 3ª brigada de caballería ligera iba lejos a la derecha de los neozelandeses, al sur del camino de carabanas, atacando a las unidades alemanas y otomanas de Bir el Hamisah.
Entre las 12:00 y las 13:00, los comandantes de las brigadas integrantes de la línea de avance hicieron un reconocimiento de la zona de retaguardia alemana, austriaca y otomana a unos 3 km al oeste de Katia. Decidieron que las tres brigadas de caballería ligera avanzarían a caballo con la infantería inglesa para atacar el flanco derecho enemigo. Las tropas de la retaguardia se esforzaron para permanecer en la bien preparada línea que se extendía desde Bir El Hamisah a Katia y Abu Hamra. Su artillería y ametralladoras estaban bien situadas en los palmerales en la orilla oriental de una gran charca que se extendía a lo largo de su posición, proporcionándoles un excelente campo de tiro.
El ataque general a caballo empezó a las 14:30. A las 15:30 los fusileros neozelandeses y la 1ª y 2ª de caballería ligera avanzaban al galope sobre Katia, con la infantería lejos a la derecha. Cuando llegaron al borde de la llanura de yeso formaron una línea, fijaron las bayonetas y cargaron por el expuesto campo. Al final todas las fuerzas a caballo tuvieron que desmontar cuando el suelo se hizo demasiado pantanoso y para dejar atrás a los caballos debido a la intensidad del fuego de las posiciones de la retaguardia otomana. Se encontraron con una artillería bien dirigida y completamente fuera del alcance de la artillería británica, por lo que consiguieron parar el avance de los británicos al anochecer. El regimiento 9º de caballería ligera en el extremo derecho no fue capaz de rodear el flanco derecho de las posiciones alemanas y otomanas. Pero tras internarse unos cientos de metros en la línea enemiga hicieron un ataque con bayoneta desmontados con cobertura de las ametralladoras y la artillería, consiguiendo que los alemanes y los otomanos abandonaran su posición, dejando atrás a 425 hombres y siete ametralladoras que fueron capturados. Pero en lugar de mantener la posición retrocedieron lo que permitió a una gran tropa enemiga caer sobre el regimiento de fusileros montados de Canterbury.
La oscuridad puso fin a la batalla. Durante la noche las tropas alemanas, austriacas y otomanas se retiraron a Oghrantina, mientras que las tropas a caballo Anzac abrevaban en Romani, dejando una tropa de fusileros montados de Auckland como puesto de vigilancia en el campo de batalla.
La batalla de dos días por Romani y el canal de Suez había sido ganada por las tropas británicas, australianas y neozelandesas. Capturaron aproximadamente 4000 soldados alemanes y otomanos y mataron a más de 1200, pero la mayor parte del ejército enemigo consiguió escapar con la artillería, a excepción de una batería, y retirarse a Oghratina tras la exitosa acción de retaguardia de Katia.
Tras haber soportado largos días de patrullaje, reconocimiento y pequeñas escaramuzas con la columna enemiga en avance, la caballería había aguantado sola el ataque de medianoche del 3/4 de agosto hasta el amanecer, y habían continuado luchando durante un largo día de batalla. Al final del 5 de agosto estaban completamente agotados y se retiraron a sus campamentos en Romani y Etmaler, donde se les ordenó descansar todo un día. Tras este descanso se iniciaría una acción de persecución de las tropas alemanas y otomanas en retirada.

## Consecuencias
La batalla de Romani fue la primera gran victoria de la caballería y la infantería británica en la Primera Guerra Mundial. Sucedió en un momento en la que las naciones aliadas no habían experimentado más que derrotas: en Francia, en Salonika y en la capitulación de Kut en Mesopotamia. La batalla también se conoce como una victoria estratégica y por ser un punto de inflexión en la campaña por restaurar la integridad territorial de Egipto, y marcó el final de la campaña terrestre contra el canal de Suez.

Romani fue la primera victoria decisiva lograda por las fuerzas terrestres británicas y cambió completamente la cara de la campaña en ese escenario, arrebatando al enemigo la iniciativa que nunca más consiguió. Además hizo que despejar sus tropas del territorio egipcio fuera una proposición factible.
General Chauvel

Esta serie de operaciones de infantería y tropas a caballos británicas con éxito consiguió la derrota completa del ejército alemán, austriaco y otomano compuesto por entre 16.000 y 18.000 hombres, de los cuales casi la mitad resultaron muertos o heridos y casi 4000 fueron hechos prisioneros. También se capturó una batería de artillería de montaña con cuatro cañones pesados, nueve ametralladoras, una compañía completa de ametralladores tirados por camello, 2300 rifles y un millón de balas, dos hospitales de campañas completos con todo su instrumental y medicamentos, mientras que gran parte de los depósitos de Bir el Abd fueron destruidos. Murray estimó que el total de bajas alemanas y otomanas fue de unos 9000, mientras que los alemanes estiman que perdieron un tercio del ejército, de 5500 a 6000, que parecen bajas dado el número de prisioneros.
Las tácticas usadas por la división montada Anzac se demostraron efectivas en las siguientes campañas en el Sinaí y el levante mediterráneo (Palestina). La clave fue el rápido desplazamiento de las tropas a caballo que también podían operan desmontando como la infantería. En defensa la artillería y las ametralladores causaron el caos en el ataque enemigo, y durante el avance a caballo, cubría y apoyaba a la fuerza montada británica.
Esta batalla se luchó bajo condiciones extremas en medio del verano del desierto del Sinaí, que causó gran sufrimiento en los hombres y los animales haciendo necesaria tenacidad y firmeza en todos aquellos que participaron en ella.
La batalla de Romani marcó el final de la campaña alemana y otomana contra el canal de Suez. La ofensiva pasó definitivamente a manos del imperio británico liderado por la división montada Anzac. Tras la batalla el ejército de von Kressenstein fue empujado por la península del Sinaí hasta ser derrotado en la batalla de Magdhaba en diciembre de 1916, y de nuevo fue derrotado, en la frontera del imperio otomano que controlaba Palestina, en la batalla de Rafá en enero de 1917, de definitivamente aseguraba la península del Sinaí. Esta exitosa campaña de siete meses del imperio británico empezó en Romani en agosto y terminó en la primera batalla de Gaza en marzo de 1917.

### Críticas
A pesar de todo la batalla de Romani se ha visto envuelta por la polémica y las críticas. Se ha sugerido que, como el primer ataque al canal de Suez de 1915, fue un mero asalto para interrumpir el tráfico marítimo más que un intento determinado de obtener el control del canal. Que la intención del imperio otomano era ocupar firmemente Romani y Kantara se apoya en los preparativos en el sur de territorio de la adyacente Palestina, y que se prolongaban en el Sinaí. Esto incluía la prolongación del ferrocarril hasta Wadi el Arish, con una buena carretera junto a él. Se construyeron depósitos de agua y otras obras a lo largo de la ruta para aprovisionarse de agua, y en Wadi el Arish se estaba construyendo un enorme embalse en diciembre de 1916, cuando la división montada Anzac llegó al lugar justo antes de la batalla de Magdhaba.

La batalla debería haber sido de Murray, o bien si tenía que ser de Lawrence, debería haberse puesto a todas las tropas disponibles bajo el control de Lawrence en el momento en que llegó el enemigo a Oghratina.

Murray, Lawrence y Chauvel, todos fueron criticados por haber dejado escapar al ejército de von Kressenstein. Además se ha afirmado que las tácticas de las tropas montadas realmente ayudaron a la retirada del enemigo al concentrarse en los asaltos directos más que en ataques por los flancos. Los historiadores oficiales británicos reconocen la decepción que se produjo por el éxito de la retirada del ejército alemán, austriaco y otomano pero también destacan la calidad de las sucesivas posiciones de retaguardia construidas durante el avance, y la determinación y la firmeza del enemigo. La fuerza de estos refugios quedó claramente demostrada en Bir el Abd el 9 de agosto, cuando la caballería intentó sobrepasar por el flanco a la gran fuerza atrincherada. Fracasaron porque les superaban en número de forma amplia. De hecho si la división montada Anzac hubiera conseguido rodear el flanco sin el apoyo de la infantería se hubiera enfrentado a fuerzas muy superiores que podrían haberlos aniquilado.
Se ha indicado que se perdió una oportunidad el 5 de agosto para rodear y capturar al ejército otomano, alemán y austriaco cuando se retiraban a Katia. Las dificultades de la infantería respecto al suministro de agua y transporte con camello combinado con su falta de entrenamiento en desierto, junto con las órdenes confusas de Lawrence a la 52.ª división de infantería de trasladarse al sur y al este, impidieron su avance rápido para cortar la retirada del enemigo en las primeras horas del segundo día de batalla. El general Lawrence fue criticado por tomar un grave e innecesario riesgo al confiar la defensa de Romani en solo una división de infantería atrincherada y dos brigadas de caballería ligera. Por ello el fuerte ataque del enemigo sobre las brigadas 1ª y 2ª de caballería en la primera noche los empujó tanto hacia atrás que el ataque frontal que se había planeado que tenía que hacer los fusileros montados neozelandeses casi se convirtió en un ataque frontal. También se culpa a Lawrence por quedarse en su cuartel general en Kantara, que está demasiado lejos del campo de batalla, y que contribuyó a su pérdida de control durante la batalla en el primer día, cuando se cortó la línea telefónica dejándole sin contacto con Romani. Lawrence además fue criticado por no ir a supervisar la ejecución de sus órdenes el 5 de agosto, cuando había fallos en la coordinación de los movimientos de la 3ª brigada de caballería ligera y la columna móvil.
Chauvel respondió señalando que las críticas a la batalla ponían en riesgo de oscurecer la importancia de la victoria.